# Magistralinis kelias A12

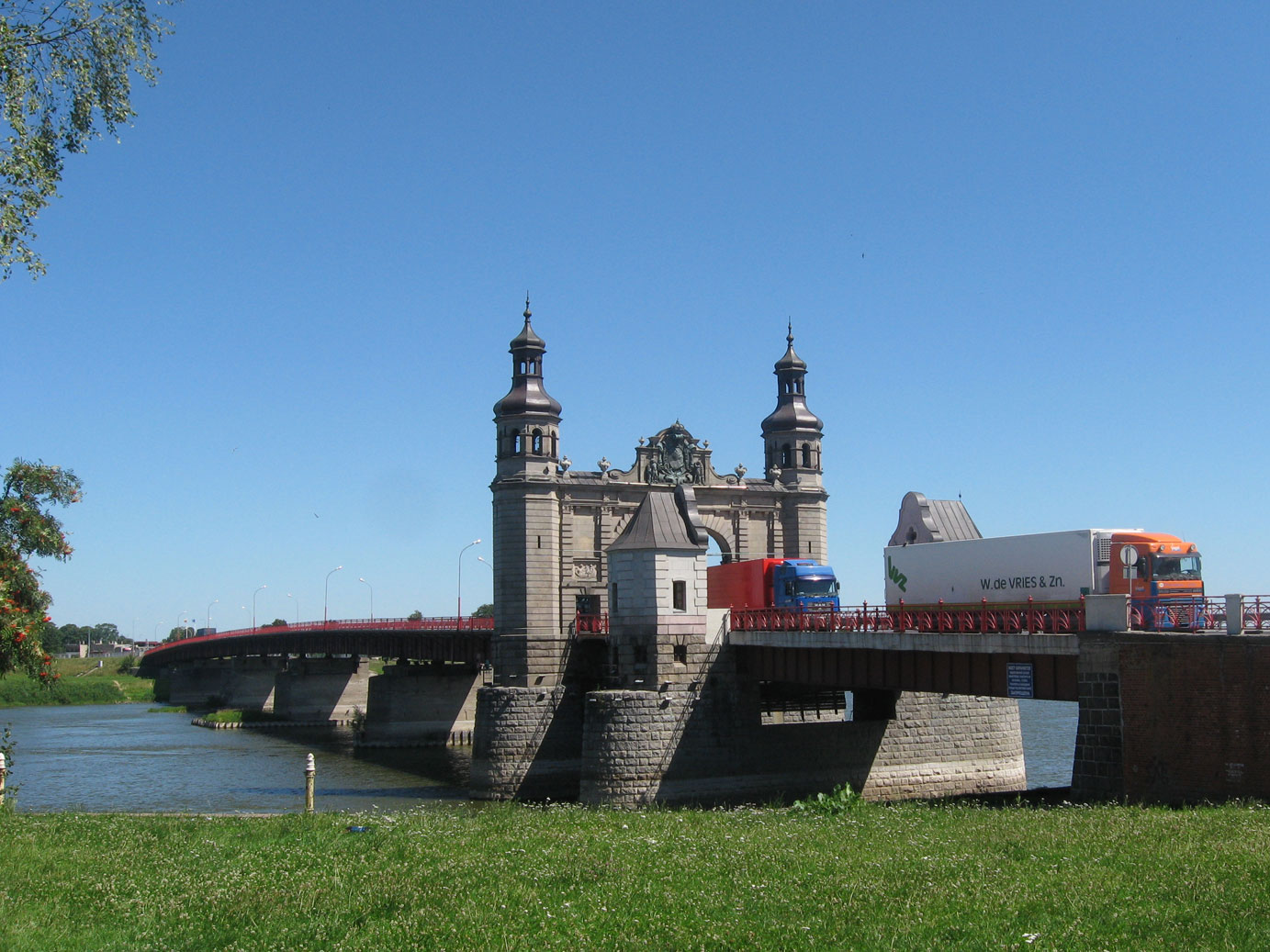
Brücke über die Memel

A12 ist eine Fernstraße in Litauen. Sie ist ein Teil der Straßenverbindung (Europastraße 77) von Riga in Lettland nach Kaliningrad (früher Königsberg) in der russischen Exklave gleichen Namens.

## Verlauf
Die Straße tritt, von Riga kommend und die lettische Autoceļš A8 fortsetzend, nördlich von Joniškis auf litauisches Gebiet und verläuft weiter in südwestlicher Richtung über Šiauliai (Schaulen), kreuzt bei Kryžkalnis die Fernstraße Magistralinis kelias A1 (Europastraße 85) und verläuft weiter über Tauragė (Tauroggen) zur litauisch-russischen Grenze am Fluss Memel bei Pagėgiai gegenüber der heute russischen Stadt Sowetsk (bis 1945 Tilsit). Die Straße verbindet das litauische mit dem russischen Ufer über die ursprünglich aus preußischer Zeit stammende, in den 1960er Jahren unter Einbeziehung des alten Brückenportals wiederaufgebaute Königin-Luise-Brücke. Diese Brücke ist seit der Inbetriebnahme der Ostumgehung von Sowetsk (Magistralinis kelias A21) im Jahr 2014 nur noch für Fußgänger passierbar.  Auf russischem Gebiet (Oblast Kaliningrad) bildet die Straße A216 die Fortsetzung.
Die Länge der Straße beträgt auf litauischem Gebiet rund 186 km. Sie befindet sich in den Kommunen: Rajongemeinde Joniškis, Rajongemeinde Šiauliai, Stadtgemeinde Šiauliai, Rajongemeinde Kelmė, Rajongemeinde Tauragė und Gemeinde Pagėgiai.